# Vrydagzynea bicostata
Vrydagzynea bicostata är en orkidéart som beskrevs av Cedric Errol Carr. Vrydagzynea bicostata ingår i släktet Vrydagzynea och familjen orkidéer. Inga underarter finns listade i Catalogue of Life.